# 1976年夏季奥林匹克运动会多米尼加代表团
1976年夏季奥林匹克运动会多米尼加代表团是多米尼加派出的1976年夏季奥林匹克运动会代表团。